# Sea Diamond (schip, 1986)
De Sea Diamond was een cruiseschip van de Cypriotische scheepvaartmaatschappij Louis Cruise Lines.
Het schip werd tussen 1984 en 1985 in Helsinki gebouwd en werd op 29 oktober 1985 Birka Princess gedoopt. In 1999 werd het schip overgenomen door Louis Cruise Lines dat het Sea Diamond doopte en het ingrijpend liet renoveren. Het schip telde 584 hutten en kon 1537 passagiers vervoeren.

## Scheepsramp in 2007
Op 5 april 2007 liep het in de Middellandse Zee bij het Griekse eiland Thera (Santorini) aan de grond. Een dag later zonk het waarbij twee Franse passagiers om het leven kwamen. De circa 1600 andere passagiers wisten tijdig het schip te verlaten.

## Trivia
Het schip werd gebruikt in de Zweedse tv-serie De rederij als M / S Freja.